# Quítxua Yauyos–Chincha
El quítxua de Yauyos és el conjunt de dialectes del quítxua parlades en diverses illes lingüístiques al vessant occidental dels Andes centrals entre les províncies peruanes de Yauyos (Lima), Chincha (Ica) i Castrovirreyna (Huancavelica). Aquestes àrees corresponen al nord i al sud-est de la província de Yauyos, els districtes adjacents de Chavín i San Pedro de Huacarpana a la província de Chincha, i els de Tantará i Chupamarca a la província de Castrovirreyna. Moltes d'aquestes varietats pertanyen a la branca Quítxua I. Es troben en perill d'extinció i són pocs els nens que les parlen. Només el districte de Viñac (Yauyos) té encara una gran proporció de quítxuaparlants actius. Segons SIL International, té un nombre de 6.500 parlants o 13.000 segons SIL International
Les variants de Yauyos han retingut en gran manera les antigues característiques fonològiques del quítxua, incloses l'africada retroflexa [ʈ͡ʂ]. En el gramatical, uneixen característiques del Quítxua I (Waywash) i el Quítxua II (Wampuy). Les diferències entre els dialectes locals individuals són tan àmplies que només difícilment es pot parlar de variants.
Alfredo Torero Fernández de Córdova registra les següents varietats: Huacarpana, Apurí, Madean-Viñac, Azángaro-Huangáscar-Chocos, Cacra-Hongos, Tana-Lincha, Tomás-Alis, Huancaya-Vitis i Laraos.

## Dispersió geogràfica
En el nord de Yauyos, trobem varietats de quítxua als districtes de Laraos, Alis, Tomas, Vitis i Huancaya. El quítxua de Laraos és considerat un Quítxua II, mentre que els altres quatre districtes s'emmarquen en el quítxua I. En la descripció de Torero de 1983, conformaven una sola varietat "Alis i Vitis", mentre que per contra, Rodolfo Cerrón Palomino situa en la seva Lingüística quechua als dialectes de Tomás-Alis i Huancaya-Vitis —al nord, confrontant amb el huanca— són sumaritzats dins del sub-grup Yaru.
En aquesta zona al sud de Yauyos i les regions confrontants de Chincha i Castrovirreyna, Torero (1983) enumera les següents quatre varietats varietats dins del seu grup "Huangáscar-Toparà": "Cacras", "Aurahuá i Chupamarca" incloent probablement San Pedro de Huacarpana, "Huangáscar, Chocos, Azángaro" amb la probable inclusió de Chavín de Topará, i "Tantará". a més, nomena les varietat Quítxua II de Lincha. Taylor (1987) ofereix un esquema similar: "Cacras i Hongos", "Huangáscar-Azángaro i Chavín de Topará", "Apurí, Chocos, Madeán i Viñac" i "Lincha".

## Comparació morfològica
| Morfema     | Vitis-Huancaya | Alis-Tomas | Laraos | Cacra | Hongos | Lincha | Apurí-Chocos-Madeán-Viñac | Huangáscar-Azángaro | Chavín de Topará |
| ----------- | -------------- | ---------- | ------ | ----- | ------ | ------ | ------------------------- | ------------------- | ---------------- |
| 1 subjecte  | -:             | -:         | -ni    | -:    | -:     | -ni    | -ni                       | -:                  | -:               |
| 1 objecte   | -maa           | -maa       | -wa    | -maa  | -maa   | -wa    | -wa                       | -maa                | -maa-            |
| Cisgerundiu | -r             | -r         | -r     | -l    | -shpa  | -shpa  | -shpa                     | -shpa               | -shpa            |
| Progressiu  | -ykaa-         | -ykaa-     | -chka- | -ya-  | -ya-   | -ya-   | -ya-                      | -ya-                | -ya-             |
| Ablatiu     | -pita          | -pita      | -manta | -paq  | -paq   | -paq   | -paq                      | -paq                | -pa              |
| Locatiu     | -ćhaw          | -ćhaw      | -ćhaw  | -ćhaw | -pi    | -pi    | -pa                       | -pa                 | -man             |
| Genitiu     | -pa            | -pa        | -pi    | -pa   | -pa    | -pa    | -pa                       | -pa                 | -pa              |

### Diccionaris online
- Yauyos–English Arxivat 2016-10-11 a Wayback Machine. (Aviva Shimelman)
- Yauyos–Castellano Arxivat 2016-10-11 a Wayback Machine. (Aviva Shimelman)